# Summoner 2
Summoner 2 est un jeu vidéo de type action-RPG développé par Volition et édité par THQ, sorti en 2002 sur GameCube et PlayStation 2.
Il fait suite à Summoner.

## Accueil
- Jeuxvideo.com : 14/20 (PS2)[1]